# Concert per a violí núm. 1 (Bartók)
El Concert per a violí núm. 1, Sz. 36, BB 48a, de Béla Bartók va ser escrit entre els anys 1907 i 1908, però no va ser publicat fins al 1959, després de la mort del compositor. Es va estrenar el 30 de maig de 1958 a Musiksaal de l'Stadtkasino de Basilea, Suïssa.
Bartók en va acabar la composició el 24 de desembre de 1907, tot i que l'orquestració definitiva és del 5 de febrer de 1908. El concert va ser dedicat, igual que el concert d'Othmar Schoeck per al mateix instrument, a la violinista Stefi Geyer, de qui Bartók estava enamorat. Geyer no va poder correspondre els sentiments de Bartók i va rebutjar el concert. Va ser reviscut després de la mort tant de Bartók com de Geyer. Seguint la petició testamentària de la violinista, una còpia del manuscrit de Geyer va ser llegada a Paul Sacher i va ser interpretat per ell i per Hansheinz Schneeberger. El concert va ser posteriorment dut a terme per David Oistrakh.
Hi ha hagut diversos enregistraments reeixits que inclouen l'interpretat pel mateix Oistrakh sota la direcció de Guennadi Rojdéstvenski, així com les versions de Maxim Vengerov i György Pauk.